# HCE Cars
HCE Cars war ein britischer Hersteller von Cyclecars, der von 1912 bis 1913 in London SW ansässig war. Später wurde der HCE auch von der Earlcycar Company in Harold Wood (Essex) gefertigt.
Der Wagen war mit einem Einzylindermotor von Buckingham, der 6/8 hp produziert, einem Zweiganggetriebe und Riemenantrieb zu den Hinterrädern ausgestattet.
Es gab eine Reihe verschiedener Aufbauten, unter anderem auch mit vier Sitzplätzen. Anders als alle anderen Automobile wurde der HCE schon 1913 mit Vierradbremsen ausgestattet.